# Sumpango
Sumpango – miasto w południowej części Gwatemali, w departamencie Sacatepéquez. Według danych szacunkowych z 2012 roku liczba mieszkańców wynosiła 26 773 osób. 
Sumpango leży 16 km na północ od stolicy departamentu – miasta Antigua Guatemala. Miasto zostało założone w 1542 roku przez misjonarzy z zakonu dominikanów.  
Sumpango leży na wysokości 1906 m n.p.m., przy drodze Panamerykańskiej, w górach Sierra Madre de Chiapas.  

## Gmina Sumpango
Miasto jest siedzibą władz gminy o tej samej nazwie, która jest jedną z szesnastu gmin w departamencie. W 2012 roku gmina liczyła 37 615 mieszkańców.
Dominującą społecznością gminy są Indianie z majańskiej grupy Kakczikel. 
Gmina jak na warunki Gwatemali jest mała, a jej powierzchnia obejmuje 55 km². Mieszkańcy gminy utrzymują się głównie z rolnictwa, turystyki oraz z rzemiosła artystycznego. Najczęściej spotykanymi wyrobami z Sumpango są wyroby włókiennicze, ceramika oraz plecionki z liści palmy.